# Vuelta a España 2023/1. Etappe
Die 1. Etappe der Vuelta a España 2023 fand am 26. August 2023 statt und bildete den Auftakt der 78. Austragung des spanischen Etappenrennens. Wie im Vorjahr wurde die dritte Grand Tour des Jahres mit einem Mannschaftszeitfahren gestartet. Als Austragungsort diente die katalanische Hauptstadt Barcelona, die bereits im 1962 als Startort der Spanienrundfahrt gedient hatte. Die Strecke führte über 14,8 flache Kilometer, vorbei an den Sehenswürdigkeiten der Stadt. Nach der Zielankunft hatten die Fahrer 0,47 % der Gesamtdistanz der Rundfahrt absolviert.
Bei starkem Regen und einsetzender Dunkelheit nutzte das Team DSM-Firmenich seine frühe Startzeit und gewann die Etappe. Das Rote Trikot ging an Lorenzo Milesi der die Mannschaft über die Ziellinie führte.

## Streckenführung
Der Start der Etappe befand sich beim Port Olímpic in der Nähe des Casinos von Barcelona. Die ersten Meter führten auf der Carrer de la Marina, ehe die Strecke zum Parc de la Ciutadella führte, wo sich das Parlament von Katalonien befindet. Vorbei am Arc de Triomf ging es nun bis kurz vor den Plaça de Tetuan, bevor die Fahrer rechts abbogen und so zu dem Gebäudekomplex L’Auditori gelangten. Beim Torre Glòries erreichte die Strecke den Plaça de les Glòries Catalanes, ehe die Avinguda Diagonal zum Parc Central del Poblenou führte. Nun drehte die Strecke etwa zur Hälfte der Distanz gen Nordwesten, ehe sie zurück in Richtung Südwesten führte. Rund fünf Kilometer vor dem Ziel wurde die Sagrada Família passiert und die Strecke führte auf der Carrer de Mallorca weiter in Richtung Südwesten. Nachdem die Casa Milà und Casa Batlló erreicht worden war, erreichten die Fahrer die Carrer d'Aragó, der sie bis zum Parc Joan Miró folgten. Vorbei an den Arenas de Barcelona und dem Plaça d'Espanya führte die Strecke zwischen den Torres Venecianes auf die leicht ansteigende Avinguda de la Reina Maria Cristina auf der sich der Zielstrich vor dem Museu Nacional d’Art de Catalunya befand.
Die 14,8 Kilometer lange Strecke umfasste 18 Kurven, die durch breite Geraden verbunden waren. Vor der Sagrada Família wurde nach 9,6 Kilometern die einzige Zwischenzeit genommen.
|              | Ort                                             | Kilometer |
| ------------ | ----------------------------------------------- | --------- |
| Start        | Barcelona (Port Olímpic)                        | 0,0       |
| Zwischenzeit | Barcelona (Sagrada Família)                     | 9,6       |
| Ziel         | Barcelona (Avinguda de la Reina Maria Cristina) | 14,8      |

## Rennverlauf
Chronologischer Ablauf
Um 18:55 Ortszeit rollte die Mannschaft Caja Rural-Seguros RGA von der Startrampe und eröffnete so die 78. Austragung der Vuelta a España. Bei leichtem Regen setzte die spanische Mannschaft eine Richtzeit von 18 Minuten und 42 Sekunden. Als zweite Mannschaft ging das Team DSM-Firmenich ins Rennen. Nach einer Bestzeit bei der ersten Zwischenzeit erreichte die niederländische Mannschaft das Ziel nach 17 Minuten und 30 Sekunden und schob sich somit auf den ersten Platz. Im Anschluss begann des zunehmend stärker zu regen. Mit Hugo Hofstetter, Kévin Vauquelin und Michel Ries kamen in einer Kurve gleich drei Fahrer des Team Arkéa-Samsic zu Sturz, ehe die Mannschaft EF Education-EasyPost mit sechs Sekunden Rückstand die vorerst zweitschnellste Zeit markierte.
Von den Favorisierten Mannschaften gingen zunächst die Ineos Grenadiers ins Rennen. Bereits wenige Kilometer nach dem Start kam Laurens De Plus auf den nassen Straßen zu Sturz und musste die Vuelta a España verletzungsbedingt aufgeben. Mit Eddie Dunbar (Jayco AlUla) stürzte kurz vor dem Ziel der erste Gesamtklassement-Fahrer, nachdem zunächst bereits das ganze Jayco AlUla Team zu Boden gegangen war. Die Ineos Grenadiers erreichten das Ziel nach dem Ausscheiden von Laurens de Plus auf dem fünften Rang mit 20 Sekunden Rückstand. Das Team Jumbo-Visma um Primož Roglič und Jonas Vingegaard verlor bereits früh an Zeit, da Jonas Vingegaard zwischenzeitlich aufgrund eines Platten zurückfiel. Im Ziel wiesen sie einen Rückstand von 32 Sekunden auf, ehe das UAE Team Emirates 37 Sekunden verlor. Unterdessen wurde neben dem weiterhin starken Regen auch die zunehmende Dunkelheit zum Problem für die Fahrer. Von den äußeren Umständen unbeeindruckt zeigte sich das Movistar Team, dass bei der ersten Zwischenzeit eine neue Bestzeit aufstellte. Im letzten Abschnitt verloren sie jedoch ihren Vorsprung von sechs Sekunden und erreichten das Ziel zweite mit einem Rückstand von gerade einmal einer halben Sekunde. Den Schlusspunkt setzte die Soudal Quick-Step Mannschaft um Remco Evenepoel, die das Zeitfahren mit einem Rückstand von sechs Sekunden auf Rang vier beendete.

Zeitabstände der Gesamtklassement-Fahrer
Mit Lorenzo Milesi sicherte sich überraschend ein Fahrer des Team DSM-Firmenich die Gesamtführung. Der Italiener lag nun zeitgleich mit seinen Mannschaftskollegen Max Poole und Romain Bardet sowie Enric Mas vom Movistar Team auf dem ersten Rang. Mit sechs Sekunden Rückstand folgten die Mannschaften EF Education-EasyPost, Soudal Quick-Step und Groupama-FDJ, bei denen Hugh Carthy, Remco Evenepoel und Romain Grégoire fuhren. Damiano Caruso und Mikel Landa verloren mit ihrer Bahrain Victorious Mannschaft zehn Sekunden, während Geraint Thomas und Thymen Arensman mit den Ineos Grenadiers 20 Sekunden einbüßten. Weiter dahinter mit 28 Sekunden Rückstand folgte die Bora-hansgrohe Mannschaft, die mit Alexander Wlassow, Lennard Kämna, Sergio Higuita und Cian Uijtdebroeks gleich mehrere potenzielle Gesamtklassement-Fahrer ins Rennen geschickt hatte. Die Top Favoriten Jonas Vingegaard und Primož Roglič (beide Jumbo-Visma) verloren 32 Sekunden, während Juan Ayuso und João Almeida (beide UAE Team Emirates) 37 Sekunden einbüßten. Eddie Dunbar verlor mit dem Team Jayco AlUla bereits am ersten Tag 51 Sekunden.
Neben der Gesamtwertung führte Lorenzo Milesi auch die Nachwuchswertung an. In der Punktewertung und Bergwertung wurden auf dem ersten Abschnitt keine Punkte vergeben. Das Team DSM-Firmenich führte nach dem Etappensieg die Mannschaftswertung an. Mit Ausnahme von Laurens de Plus erreichten alle Starter das Ziel, womit 175 Fahrer im Rennen verblieben.

## Ergebnis
| \| Etappenergebnis \| Etappenergebnis \| Etappenergebnis \| Etappenergebnis \| Etappenergebnis \| \| Fahrer \| Fahrer \| Land \| Team \| Zeit \| \| --------------- \| --------------------- \| --------------- \| --------------- \| --------------- \| \| 1. \| Team DSM-Firmenich \| \| \| 17 min 30 s \| \| 2. \| Movistar Team \| \| \| + 0 s \| \| 3. \| EF Education-EasyPost \| \| \| + 6 s \| \| 4. \| Soudal Quick-Step \| \| \| + 6 s \| \| 5. \| Groupama-FDJ \| \| \| + 6 s \| \| 6. \| Bahrain Victorious \| \| \| + 10 s \| \| 7. \| Astana Qazaqstan Team \| \| \| + 17 s \| \| 8. \| Ineos Grenadiers \| \| \| + 20 s \| \| 9. \| Cofidis \| \| \| + 22 s \| \| 10. \| Bora-Hansgrohe \| \| \| + 28 s \| |                       |      |      |             |
| |                       |      |      |             |
| Quelle: ProCyclingStats |                       |      |      |             |
| Etappenergebnis |                       |      |      |             |
| Fahrer | Fahrer                | Land | Team | Zeit        |
| 1. | Team DSM-Firmenich    |      |      | 17 min 30 s |
| 2. | Movistar Team         |      |      | + 0 s       |
| 3. | EF Education-EasyPost |      |      | + 6 s       |
| 4. | Soudal Quick-Step     |      |      | + 6 s       |
| 5. | Groupama-FDJ          |      |      | + 6 s       |
| 6. | Bahrain Victorious    |      |      | + 10 s      |
| 7. | Astana Qazaqstan Team |      |      | + 17 s      |
| 8. | Ineos Grenadiers      |      |      | + 20 s      |
| 9. | Cofidis               |      |      | + 22 s      |
| 10. | Bora-Hansgrohe        |      |      | + 28 s      |

## Gesamtstände
| \| Gesamtwertung \| Gesamtwertung \| Gesamtwertung \| Gesamtwertung \| Gesamtwertung \| \| Fahrer \| Fahrer \| Land \| Team \| Zeit \| \| ------------- \| ------------------- \| ---------------------- \| ------------------ \| ------------- \| \| 1. \| Lorenzo Milesi \| Italien \| Team DSM-Firmenich \| 17 min 30 s \| \| 2. \| Max Poole \| Vereinigtes Königreich \| Team DSM-Firmenich \| + 0 s \| \| 3. \| Romain Bardet \| Frankreich \| Team DSM-Firmenich \| + 0 s \| \| 4. \| Sean Flynn \| Vereinigtes Königreich \| Team DSM-Firmenich \| + 0 s \| \| 5. \| Oscar Onley \| Vereinigtes Königreich \| Team DSM-Firmenich \| + 0 s \| \| 6. \| Chris Hamilton \| Australien \| Team DSM-Firmenich \| + 0 s \| \| 7. \| Enric Mas \| Spanien \| Movistar Team \| + 0 s \| \| 8. \| Einer Rubio \| Kolumbien \| Movistar Team \| + 0 s \| \| 9. \| Nélson Oliveira \| Portugal \| Movistar Team \| + 0 s \| \| 10. \| Iván García Cortina \| Spanien \| Movistar Team \| + 0 s \| |                     |                        |                    |             |
| |                     |                        |                    |             |
| Quelle: ProCyclingStats |                     |                        |                    |             |
| Gesamtwertung |                     |                        |                    |             |
| Fahrer | Fahrer              | Land                   | Team               | Zeit        |
| 1. | Lorenzo Milesi      | Italien                | Team DSM-Firmenich | 17 min 30 s |
| 2. | Max Poole           | Vereinigtes Königreich | Team DSM-Firmenich | + 0 s       |
| 3. | Romain Bardet       | Frankreich             | Team DSM-Firmenich | + 0 s       |
| 4. | Sean Flynn          | Vereinigtes Königreich | Team DSM-Firmenich | + 0 s       |
| 5. | Oscar Onley         | Vereinigtes Königreich | Team DSM-Firmenich | + 0 s       |
| 6. | Chris Hamilton      | Australien             | Team DSM-Firmenich | + 0 s       |
| 7. | Enric Mas           | Spanien                | Movistar Team      | + 0 s       |
| 8. | Einer Rubio         | Kolumbien              | Movistar Team      | + 0 s       |
| 9. | Nélson Oliveira     | Portugal               | Movistar Team      | + 0 s       |
| 10. | Iván García Cortina | Spanien                | Movistar Team      | + 0 s       |

| Nachwuchswertung | Nachwuchswertung    | Nachwuchswertung       | Nachwuchswertung      | Nachwuchswertung |
| Fahrer           | Fahrer              | Land                   | Team                  | Zeit             |
| ---------------- | ------------------- | ---------------------- | --------------------- | ---------------- |
| 1.               | Lorenzo Milesi      | Italien                | Team DSM-Firmenich    | 17 min 30 s      |
| 2.               | Max Poole           | Vereinigtes Königreich | Team DSM-Firmenich    | + 0 s            |
| 3.               | Sean Flynn          | Vereinigtes Königreich | Team DSM-Firmenich    | + 0 s            |
| 4.               | Oscar Onley         | Vereinigtes Königreich | Team DSM-Firmenich    | + 0 s            |
| 5.               | Einer Rubio         | Kolumbien              | Movistar Team         | + 0 s            |
| 6.               | Stefan Bissegger    | Schweiz                | EF Education-EasyPost | + 6 s            |
| 7.               | Marijn van den Berg | Niederlande            | EF Education-EasyPost | + 6 s            |
| 8.               | Andrea Piccolo      | Italien                | EF Education-EasyPost | + 6 s            |
| 9.               | Diego Camargo       | Kolumbien              | EF Education-EasyPost | + 6 s            |
| 10.              | Remco Evenepoel     | Belgien                | Soudal Quick-Step     | + 6 s            |

| Mannschaftswertung | Mannschaftswertung    | Mannschaftswertung     | Mannschaftswertung |
| Team               | Team                  | Land                   | Zeit               |
| ------------------ | --------------------- | ---------------------- | ------------------ |
| 1.                 | Team DSM-Firmenich    | Niederlande            | 17 min 30 s        |
| 2.                 | Movistar Team         | Spanien                | + 0 s              |
| 3.                 | EF Education-EasyPost | Vereinigte Staaten     | + 6 s              |
| 4.                 | Soudal Quick-Step     | Belgien                | + 6 s              |
| 5.                 | Groupama-FDJ          | Frankreich             | + 6 s              |
| 6.                 | Bahrain Victorious    | Bahrain                | + 10 s             |
| 7.                 | Astana Qazaqstan Team | Kasachstan             | + 17 s             |
| 8.                 | Ineos Grenadiers      | Vereinigtes Königreich | + 20 s             |
| 9.                 | Cofidis               | Frankreich             | + 22 s             |
| 10.                | Bora-Hansgrohe        | Deutschland            | + 28 s             |

## Ausgeschiedene Fahrer
- Laurens De Plus (Ineos Grenadiers): beendete die Etappe wegen einer Hüftfraktur nicht[5]